# Look at Yourself (альбом Emmure)
Look at Yourself — седьмой студийный альбом американской металкор-группы Emmure, который вышел 3 марта 2017 года на лейбле SharpTone Records. Это первый альбом для новых участников группы Джоша Трэвиса, Фила Локетта и Джоша Миллера.

## Список песен
| №                   | Название                   | Длительность |
| ------------------- | -------------------------- | ------------ |
| 1.                  | «You Asked for It»         | 1:32         |
| 2.                  | «Shinjuku Masterlord»      | 3:08         |
| 3.                  | «Smokey»                   | 2:01         |
| 4.                  | «Natural Born Killer»      | 2:37         |
| 5.                  | «Flag of the Beast»        | 3:20         |
| 6.                  | «Ice Man Confessions»      | 2:12         |
| 7.                  | «Russian Hotel Aftermath»  | 3:00         |
| 8.                  | «Call Me Ninib»            | 2:12         |
| 9.                  | «Major Key Alert»          | 1:21         |
| 10.                 | «Turtle in a Hare Machine» | 2:25         |
| 11.                 | «Torch»                    | 2:33         |
| 12.                 | «Derelict»                 | 1:10         |
| 13.                 | «Gucci Prison»             | 3:56         |
| Общая длительность: | Общая длительность:        | 31:27        |

## Участники записи
Emmure
- Фрэнки Палмери — вокал
- Джош Трэвис — гитары
- Фил Локетт — бас-гитара
- Джош Миллер — ударные

Производственный персонал
- Дрю Фулк — продакшн, участие в написании песен, микширование
- Джефф Данн — продакшн, инжиниринг, микширование
- Майк Каладжян — мастеринг

## Позиции в чартах
| Чарт (2017)                     | Высшая позиция |
| ------------------------------- | -------------- |
| Германия (Offizielle Top 100)   | 59             |
| Швейцария (Schweizer Hitparade) | 66             |
| США (Billboard 200)             | 73             |

## Видеоклипы
- Flag of the Beast (2017)[5]
- Smokey (2017)[6]
- Natural Born Killer (2018)[7]
- Ice Man Confessions (2018)[8]

## Интересные факты
Изначально в сингл-версии «Flag of the Beast» во вступлении использовался семпл, который позже был исключен из альбомной версии. Причиной является то, что группа не смогла добиться прав на его использование, о чём она сама проинформировала в комментариях под видео о треке на своей странице в Facebook 